# Haltidytes ooeides
Haltidytes ooeides är en djurart som tillhör fylumet bukhårsdjur, och som först beskrevs av Brunson 1950.  Haltidytes ooeides ingår i släktet Haltidytes och familjen Dasydytidae. Inga underarter finns listade i Catalogue of Life.